# Vittorio Coccia
Vittorio Coccia (Vasto, 18 maggio 1918 – Vasto, 3 novembre 1982) è stato un calciatore e allenatore di calcio italiano, di ruolo attaccante.

## Carriera
A 13 anni inizia la carriera calcistica nell'Abbiategrasso. Passa poi all'attenzione della Vigevanese, squadra militante in Serie B. È qui che si forma come calciatore e nel 1940 viene ingaggiato dall'Ambrosiana. Dopo aver giocato con la maglia dei Campioni d'Italia, viene ceduto alla Pro Patria in Serie B.
Nel 1952, ormai avviato verso la fine della carriera, decide di emigrare in Australia. Per tre anni svolge l'attività di allenatore e giocatore nel Perth SC e nel Fremantle Spirit.

## Palmarès

### Giocatore

#### Competizioni nazionali
- Serie C: 1

Salernitana: 1942-1943